# Masaji Kitano
Masaji Kitano (Tokyo, 14 luglio 1894 – Tokyo, 17 maggio 1986) è stato un generale e medico giapponese.

## Biografia
Si laureò in medicina presso la Scuola di Medicina dell'Università Imperiale di Tokyo il 26 novembre 1920 e l'anno successivo si arruolò nella sanità militare. Nel 1932 lavorò all'ospedale della Prima Armata e insegnò presso il Dipartimento di Medicina del Ministero della Guerra giapponese.
Nell'agosto 1935 ricoprì la carica di capo chirurgo dell'esercito di seconda classe.
Nel 1942 fu secondo comandante dell'Unità 731, un'unità dell'Esercito imperiale giapponese  sotto copertura per la ricerca biologica e la guerra chimica responsabile di alcuni dei più noti crimini di guerra giapponesi durante la Seconda guerra mondiale.
Nell'aprile 1945 fu promosso tenente generale medico e nominato comandante del 13 ° Corpo medico dell'esercito. Dopo la resa giapponese dell'agosto 1945, fu detenuto in un campo di prigionia a Shanghai, fino al gennaio 1946.
Nel dopoguerra Kitano è stato uno dei fondatori dell'azienda farmaceutica giapponese e prima banca del sangue commerciale "Green Cross". 